# Gerardo Segarelli
Gerardo Segarelli, Ciraralli (zm. w 1300) – włoski twórca i przywódcą grupy religijnej zwanej  Bracia Apostolscy.
Był rzemieślnikiem mieszkającym w Parmie. Kiedy nie został przyjęty do zakonu, sprzedał swój dom i wszystko rozdał biednym. W swoich wystąpieniach popularnych wśród niższych warstw społecznych, głosił potrzebę odnowienia życia przez pokutę i życie w ubóstwie na wzór apostołów. 
Z powodu ostrych wystąpień przeciw Kościołowi  został potępiony a następnie spalony na stosie. 
Po śmierci Gerarda Segarellego przywódcą stworzonej przez niego grupy religijnej został Dolcino.